# 陈赛娟
陈赛娟（1951年5月21日—），女，浙江鄞县人，中国血液病学家和分子遗传学家，中国工程院院士。其丈夫为中国科学院院士、原卫生部部长陈竺。

## 生平
陈赛娟1989年获法国巴黎第七大学博士学位，现任上海交通大学医学院医学基因组学国家重点实验室主任，上海血液学研究所所长。

## 学术成就
其学术成就主要在白血病和分子遗传学研究方面：
- 率先克隆了Ph染色体阳性急性白血病中BCR基因第一内含子的断裂点丛集区，并提出BCR-ABL基因重排理论模型。
- 首先发现急性早幼粒细胞白血病（APL）变异型染色体易位t（11;17）并克隆了受累的PLZF基因。
- 成功克隆核孔蛋白NUP98和HRX等多种相关白血病的致病基因。
- 在APL等多种白血病基因产物靶向治疗方面获得突破，使急性早幼粒细胞白血病治愈成为可能，也为其他类型白血病和肿瘤的治疗研究提供了借鉴。

2003年，当选为中国工程院院士。曾获国家自然科学二等奖等多项国家级重要奖励。是国家杰出青年科学基金获得者。2006年5月，中国科学技术协会第七届全国代表大会召开，选举产生第七届委员会，她当选为副主席。
2011年，陈赛娟获选法国国家医学科学院外籍院士。。2011年5月30日，中国科协第八次全国代表大会上，出任中国科协副主席。2018年1月，当选第十三届全国政协委员。

## 荣誉

### 外国勋章奖章
- 国家功绩军官勋章（法国，2010年5月12日于上海世博法国馆颁发[7]）